# Skalka (stacja metra)
Skalka – stacja linii A metra praskiego (odcinek SH – III.A), położona w dzielnicy Strašnice, pod ulicą Na Padesátém.
Pierwszy z tuneli (tor 2) łączący stację z sąsiednimi ukończono w 1985 roku, a drugi (tor 1) jako części odcinka linii prowadzącego do zajezdni Hostivař, sam przystanek otwarto w lipcu 1990 roku. Do czasu otwarcia stacji Depo Hostivař (maj 2006), pełniła funkcję końcowej wszystkich kursów linii, obecnie – w dni robocze – znaczna część składów obsługuje ją jedynie na "starym" odcinku Dejvická – Skalka.